# Saihou Jagne
Saihou Jagne (Banjul, 10 ottobre 1986) è un ex calciatore gambiano, di ruolo attaccante.

## Carriera
Ha cominciato la carriera con la maglia del Väsby IK, società che nel 2005 ha cambiato nome in Väsby United. Nel 2006 è passato al Valsta Syrianska con la formula del prestito. Nel 2007 ha fatto ritorno al Väsby United.
Nel corso del 2008 è stato messo sotto contratto dall'AIK, formazione militante nell'Allsvenskan. Ha esordito il 30 marzo, sostituendo Bojan Đorđić nel pareggio a reti inviolate contro il Kalmar. In estate, è tornato al Väsby United per un breve periodo, con la formula del prestito.
Tornato all'AIK, ha realizzato le prime reti nella massima divisione svedese in data 4 agosto, con una doppietta ai danni del Kalmar. L'anno seguente, ha contribuito al raggiungimento del double, con l'AIK che si è aggiudicato il campionato 2009 e l'edizione stagionale della Svenska Cupen.
Il 30 marzo 2010 è passato al GIF Sundsvall con la formula del prestito. Ha esordito con questa maglia il 20 aprile, subentrando a Emil Forsberg nella sconfitta per 2-1 in casa dell'Hammarby. In estate è tornato all'AIK, per cui ha giocato altre 4 partite nell'Allsvenskan.
Il 6 dicembre 2010 è passato in prestito al Brommapojkarna, a partire dal 1º gennaio 2011. Il primo incontro in squadra è stato datato 9 aprile, quando è entrato in campo in sostituzione di Pontus Åsbrink nel pareggio per 1-1 contro lo Jönköping. Il 25 aprile è arrivata la prima rete, nel 2-1 inflitto al Falkenberg.
Il 24 marzo 2012 è stato ingaggiato dai finlandesi del Mariehamn. Ha debuttato nella Veikkausliiga in data 15 aprile, sostituendo Aleksei Kangaskolkka nella sconfitta per 3-1 sul campo dello HJK. Il 13 maggio ha realizzato la prima rete nella massima divisione locale, nella vittoria casalinga per 2-0 sul Lahti.
Il 25 febbraio 2013 ha firmato per l'AFC United, nuovo nome del Väsby United. Ha disputato il primo incontro in data 15 aprile, subentrando a Sal Jobarteh nella sconfitta per 1-0 sul campo del Valsta Syrianska. Pochi mesi più tardi, ha rescisso il contratto che lo legava al club.
A marzo 2014 si è aggregato ai norvegesi del Birkebeineren per sostenere un provino: in questo periodo, ha giocato anche un'amichevole contro il Kjelsås, in cui ha trovato una rete. L'8 aprile, ha firmato ufficialmente un contratto con il club. In seguito allo svincolo dal Birkebeineren, è passato agli svedesi dell'Ånge.
Il 15 luglio 2015 è tornato in Norvegia per giocare nel Brumunddal. Il 17 ottobre 2015, l'HamKam ha reso noto d'aver tesserato il giocatore, che si sarebbe unito al resto della squadra a partire dal 1º gennaio 2016.
Libero da vincoli contrattuali dopo l'esperienza all'HamKam, si è trasferito in India per giocare nel Fateh Hyderabad. In data 1º agosto 2017 è stato ingaggiato dal Brattvåg. Il 28 agosto successivo è stato annunciato il suo ritorno in India, stavolta nelle file dello Shillong Lajong, al termine della stagione norvegese.
Nel corso dell'annata 2020 si è trasferito al Väsby FF, società nata nel luglio dell'anno precedente e iscritta al suo primo campionato di Division 7, ovvero la nona serie nazionale.

## Statistiche

### Presenze e reti nei club
Statistiche aggiornate al 1º agosto 2020.
| Stagione          | Club              | Campionato        | Campionato | Campionato | Coppe nazionali | Coppe nazionali | Coppe nazionali | Coppe continentali | Coppe continentali | Coppe continentali | Supercoppe | Supercoppe | Supercoppe | Totale | Totale |
| Stagione          | Club              | Comp              | Pres       | Reti       | Comp            | Pres            | Reti            | Comp               | Pres               | Reti               | Comp       | Pres       | Reti       | Pres   | Reti   |
| ----------------- | ----------------- | ----------------- | ---------- | ---------- | --------------- | --------------- | --------------- | ------------------ | ------------------ | ------------------ | ---------- | ---------- | ---------- | ------ | ------ |
| 2004              | Väsby United      | D2                | 3          | 0          | CS              | ?               | ?               | -                  | -                  | -                  | -          | -          | -          | ?      | ?      |
| 2005              | Väsby United      | S                 | 11         | 0          | CS              | ?               | ?               | -                  | -                  | -                  | -          | -          | -          | ?      | ?      |
| 2006              | Valsta Syrianska  | D1                | ?          | ?          | CS              | ?               | ?               | -                  | -                  | -                  | -          | -          | -          | ?      | ?      |
| 2007              | Väsby United      | D1                | 25         | 17         | CS              | ?               | ?               | -                  | -                  | -                  | -          | -          | -          | ?      | ?      |
| gen.-giu. 2008    | AIK               | A                 | 7          | 0          | CS              | ?               | ?               | -                  | -                  | -                  | -          | -          | -          | ?      | ?      |
| giu.-lug. 2008    | Väsby United      | S                 | 3          | 1          | CS              | -               | -               | -                  | -                  | -                  | -          | -          | -          | 3      | 1      |
| lug.-dic. 2008    | AIK               | A                 | 12         | 3          | CS              | ?               | ?               | -                  | -                  | -                  | -          | -          | -          | ?      | ?      |
| 2009              | AIK               | A                 | 17         | 4          | CS              | 3               | 0               | -                  | -                  | -                  | -          | -          | -          | 20     | 5      |
| mar.-ago. 2010    | GIF Sundsvall     | S                 | 2          | 0          | CS              | ?               | ?               | -                  | -                  | -                  | -          | -          | -          | ?      | ?      |
| ago.-dic. 2010    | AIK               | A                 | 4          | 0          | CS              | -               | -               | UEL                | 1                  | 0                  | -          | -          | -          | 5      | 0      |
| Totale AIK        | Totale AIK        | Totale AIK        | 40         | 7          |                 | ?               | ?               |                    | 1                  | 0                  |            | -          | -          | ?      | ?      |
| 2011              | Brommapojkarna    | S                 | 20         | 4          | CS              | ?               | ?               | -                  | -                  | -                  | -          | -          | -          | ?      | ?      |
| 2012              | Mariehamn         | VL                | 25         | 5          | CF              | 2               | 1               | -                  | -                  | -                  | -          | -          | -          | 27     | 6      |
| feb.-lug. 2013    | AFC United        | 1D                | 5          | 0          | CS              | -               | -               | -                  | -                  | -                  | -          | -          | -          | 5      | 0      |
| Totale AFC United | Totale AFC United | Totale AFC United | 47         | 18         |                 | ?               | ?               |                    | -                  | -                  |            | -          | -          | ?      | ?      |
| mar.-giu. 2014    | Birkebeineren     | 2D                | 10         | 3          | CN              | 1               | 0               | -                  | -                  | -                  | -          | -          | -          | 11     | 3      |
| lug.-dic. 2014    | Ånge              | D2                | ?          | ?          | CS              | ?               | ?               | -                  | -                  | -                  | -          | -          | -          | ?      | ?      |
| gen.-lug. 2015    | Ånge              | D2                | ?          | ?          | CS              | ?               | ?               | -                  | -                  | -                  | -          | -          | -          | ?      | ?      |
| Totale Ånge       | Totale Ånge       | Totale Ånge       | ?          | ?          |                 | ?               | ?               |                    | -                  | -                  |            | -          | -          | ?      | ?      |
| lug.-dic. 2015    | Brumunddal        | 2D                | 12         | 10         | CN              | ?               | ?               | -                  | -                  | -                  | -          | -          | -          | 12     | 10     |
| 2016              | HamKam            | 2D                | 20         | 13         | CN              | 0               | 0               | -                  | -                  | -                  | -          | -          | -          | 20     | 13     |
| gen.-giu. 2017    | Fateh Hyderabad   | 2D                | ?          | ?          | -               | -               | -               | -                  | -                  | -                  | -          | -          | -          | ?      | ?      |
| ago.-dic. 2017    | Brattvåg          | 3D                | 6          | 1          | CN              | -               | -               | -                  | -                  | -                  | -          | -          | -          | 6      | 1      |
| gen.-giu. 2018    | Shillong Lajong   | I-L               | 8          | 2          | -               | -               | -               | -                  | -                  | -                  | -          | -          | -          | 8      | 2      |
| Totale            | Totale            | Totale            | ?          | ?          |                 | ?               | ?               |                    | -                  | -                  |            | -          | -          | ?      | ?      |

## Palmarès

### Club

#### Competizioni nazionali
- Campionato svedese: 1

AIK: 2009
- Coppa di Svezia: 1

AIK: 2009